# Follemente
Follemente è un film commedia del 2025 diretto da Paolo Genovese.

## Trama
Dopo essersi conosciuti in un bar, Piero e Lara fissano il loro primo appuntamento a casa di lei. Entrambi hanno voglia di rimettersi in gioco: Lara è una trentacinquenne restauratrice di mobili, che cede spesso ad amori senza futuro; Piero è un insegnante di liceo cinquantenne, alle prese coi postumi di molte delusioni sentimentali. I due sono guidati dalle rispettive personalità: Piero ascolta le indicazioni del razionale Professore, del romantico Romeo, del passionale Eros e del disincantato Valium; Lara si fa condurre dall'intransigente Alfa, dalla seducente Trilli, dalla sregolata Scheggia e dalla sognatrice Giulietta.
La serata parte bene, e prosegue a fasi alterne tra imbarazzi, lapsus e contrattempi, nonostante i bisticci interni ai due gruppi di emozioni. Si verificano però due emergenze: una telefonata improvvisa spinge Piero a confessare a Lara di essere fresco di divorzio e di avere la figlia in affido congiunto, con tutto ciò che ne consegue; poco dopo Lara riceve la visita inaspettata del suo ex, un uomo sposato di cui era l'amante, che le regala un anello per spingerla a tornare insieme. Tutto ciò causa tensioni e ripensamenti tra i due, e le rispettive personalità si trovano indecise se proseguire la conoscenza o meno.
La svolta sembra arrivare quando, dopo essersi parlati con estrema sincerità, Piero e Lara hanno un rapporto sessuale: dopo una partenza tiepida, i due sembrano trovare una forte sintonia, tanto che le loro personalità intoneranno gioiosamente Somebody to love. Poco dopo, tuttavia, i protagonisti si trovano in imbarazzo perché nessuno dei due riesce a proporre all'altro di passare insieme la notte. Piero se ne va sconsolato, e anche Lara rimane delusa; intervengono allora le rispettive personalità, che hanno per la prima volta un colloquio diretto: Piero torna da Lara e i due cucinano insieme, lasciando intendere che la loro storia potrà continuare.

## Produzione
Il film, diretto da Paolo Genovese e scritto dallo stesso con Isabella Aguilar, Lucia Calamaro e Flaminia Gressi, è stato prodotto da Raffaella Leone, Carlotta Galleni e Andrea Leone per Lotus Production, una società Leone Film Group e con la partecipazione di Rai Cinema.
Riguardo alle varie personalità che si sviluppano nella mente umana e guidano l'individuo di volta in volta, Genovese ha raccontato che l'idea, molto simile a quella sviluppata da Disney Pixar con Inside Out:
Il film è stato girato nella città di Roma nel mese di ottobre 2024.

## Promozione
Il trailer ufficiale del film è stato reso disponibile il 13 gennaio 2025.

## Distribuzione
Dopo un'anteprima l'8 febbraio 2025, il film è stato distribuito nelle sale il 20 febbraio da 01 Distribution.

## Accoglienza

### Incassi
Il film ha incassato 17914923 €.

### Critica
Il film ha ottenuto recensioni miste dalla critica cinematografica italiana.
Il Cinematografo gli assegna una valutazione di tre stelle su quattro, apprezzando che si instauri tra la storia narrata e lo spettatore «un patto» il quale appare come «un giochino – in alcune occasioni anche molto divertente (pensiamo alla scena della cyclette o al Somebody to Love suonato e cantato all’unisono) – funziona grazie e soprattutto alla verve e all’amalgama di entrambe le compagini». Paola Casella di MYmovies.it scrive che «lo sviluppo è attento ad incorporare le nuove (iper)sensibilità maschili e femminili in tema di rapporti sentimentali, nonché a preservare la componente romantica di quella che vorrebbe diventare una storia d'amore». Casella riporta che «i momenti più riusciti sono un orgasmo trionfale che unisce tutte le voci interiori in un unico coro, e l'incontro improvviso fra le personalità maschili e femminili che comporta un mescolarsi del cast».
Antonio Cuomo, recensendo il film per Movieplayer.it, illustra che «la regia di Paolo Genovese è sicuramente uno dei pregi [...], coadiuvata da un ottimo lavoro al montaggio che asseconda il ritmo della recitazione dei dieci attori». Cuomo tuttavia vi riscontra «qualche luogo comune di troppo» nella caricatura dei personaggi e una mancata visione più ampia della società. In una recensione meno entusiasta Alessio Baronci di Sentieri selvaggi afferma che si tratti di «un film lasciato in mano alla solita coralità dei cast dei film di Genovese ma senza una vera linea da seguire», riscontrando nella sceneggiatura «una scrittura sempre più verbosa, che finisce per zavorrarlo, spiegare troppo, svelare eccessivamente l’intimità dei personaggi».
Marcello Durante, nella sua analisi pubblicata su Hype Mood, sottolinea che si tratta di «un film piacevole, che spinge lo spettatore a identificarsi con i suoi protagonisti e con le loro strutture mentali». Sottolinea che «la comicità e il romanticismo non si calpestano, ma si prendono per mano con classe, anche quando c’è il rischio di scivolare sul volgare. La sfera sessuale e romantica è trattata con una naturalezza coinvolgente.» Marcello conclude che «l’interazione frenetica e caotica tra le “varie menti”, sollecita costantemente lo spettatore a scoprire l’esito (sempre incerto) di un incontro tra due persone autentiche». 

## Riconoscimenti
- 2025 – Nastro d’argento
  - Migliore commedia